# I Sings
I Sings è un singolo del gruppo musicale statunitense Mary Mary, pubblicato l'8 agosto 2000 come secondo estratto dall'album Thankful.
Il brano, che vede la collaborazione del rapper statunitense BB Jay, è stato scritto dalle Mary Mary (Erica Atkins e Tina Atkins), BB Jay e Warryn Campbell e prodotto da quest'ultimo assieme a Darkchild e Don West.

## Tracce
CD Singolo
1. I Sings (Album Version) – 4:39
2. I Sings (Radio Edit - No Rap) – 3:42
3. I Sings (Darkchild - No Rap) – 5:11

CD Maxi
1. I Sings (Radio Edit Without Rap) – 3:46
2. I Sings (Darkchild Remix/No Rap Version) – 5:11
3. Shackles (Praise You) (feat. Milla Don) (Don West Remix) – 3:23
4. Somebody – 3:35

## Classifiche
| Classifica (2000) | Posizione massima |
| ----------------- | ----------------- |
| Belgio (Fiandre)  | 67                |
| Belgio (Vallonia) | 50                |
| Irlanda           | 40                |
| Paesi Bassi       | 68                |
| Regno Unito       | 32                |
| Svizzera          | 63                |